# Bomolocha mandarina
Bomolocha mandarina là một loài bướm đêm trong họ Noctuidae.